# Riserva naturale provinciale Bosco della SS. Trinità
La riserva naturale provinciale Bosco della SS. Trinità è un'area naturale protetta situata nella provincia di Grosseto. La riserva è stata istituita nel 2001 e occupa una superficie di 38 ettari.

## Territorio
La riserva si sviluppa sul versante ovest del Monte Calvo ad una altitudine fra i 600 e 720 m s.l.m..
Dal punto di vista litologico sono presenti affioramenti della formazione calcareo-arenacea della Pietraforte mentre al margine settentrionale sono presenti argille scagliose.
Le piovosità media annua risulta fra i 1.200 e1.400 mm e piovosità estiva non inferiore ai 200 mm.

## Storia
Il gruppo di lavoro per la conservazione della natura della Società Botanica Italiana e il Programma di Ricerca Territoriale sulle Aree Naturali da Proteggere eseguito dal C.N.R. e dal Ministero dei LL.PP hanno censito il Bosco della SS Trinità tra i biotopi italiani di rilevante interesse vegetazionale e meritevoli di conservazione. 
La Riserva naturale provinciale Bosco della SS. Trinità è stata istituita con Delibera C.P. 56 del 23.05.2000 e rientra nel Sito di interesse comunitario (SIC) 119 "Alto corso del Fiume Fiora".

## Fauna
La fauna rappresentativa è costituita da mammiferi come il cinghiale (Sus scrofa), il tasso (Meles meles), la volpe (Vulpes vulpes), il capriolo (Capreolus capreolus), l'istrice (Hystrix cristata), la donnola (Mustela nivalis), la puzzola (Mustela putorius) e la faina (Martes foina), e da rapaci come il falco pecchiaiolo (Pernis apivorus), l'albanella minore (Circus pygargus), lo sparviero (Accipiter nisus), l'astore (Accipiter gentilis), la poiana (Buteo buteo), il gheppio (Falco tinnunculus), il lodolaio (Falco subbuteo).

## Flora
L'Abetina costituisce un nucleo relitto di abete bianco (Abies alba), entità endemica dell'Appennino. La vegetazione è rappresentata da un consorzio forestale mesofilo e sciafilo dominato nella sua parte alta e media dall'abete bianco. In basso le specie si mescolano ed insieme all'abete bianco ritroviamo il tiglio (Tilia), il faggio (Fagus), i carpini (Carpinus), gli aceri (Acer), il castagno (Castanea sativa), le querce (Quercus), l'orniello (Fraxinus ornus), l'olmo (Ulmus), il nocciolo (Corylus avellana).

## Punti di interesse
All'interno della riserva è presente il Convento della Santissima Trinità, nella frazione di Selva, Santa Fiora, di notevole importanza storica. Secondo una leggenda popolare il Convento fu costruito per ricordare il Conte Guido Sforza del 1400 che avrebbe ucciso un drago che terrorizzava gli abitanti; una metà della testa del drago, tagliata verticalmente, fu mandata al Papa mentre l'altra sarebbe quella che si può vedere nel Convento.